# غوستاف دي مولدر
غوستاف دي مولدر هو مجدف بلجيكي، (و. 1888  م).

## وصلات خارجية
- غوستاف دي مولدر على موقع الاتحاد الدولي للتجديف (الإنجليزية)
- غوستاف دي مولدر على موقع أوليمبيديا (الإنجليزية)